# AMPANS
AMPANS és una fundació que treballa per aconseguir millorar la qualitat de vida de les persones amb discapacitat intel·lectual, generant oportunitats que afavoreixin la seva màxima autonomia. Amb més de 800 professionals, l'entitat treballa per promoure l'educació, la qualitat de vida i la inserció laboral de persones amb discapacitat intel·lectual, malaltia mental i en situació vulnerable. Acompanya i dona suport a les persones, més de 2.000 persones i a les seves famílies, en serveis d'escola (EEE Jeroni de Moragas), formació, inserció laboral, atenció diürna, ocupació terapèutica, acolliment residencial i tutela, fomentant l'autonomia i la igualtat d'oportunitats.
En l'àmbit laboral, emprèn projectes empresarials i serveis que donen feina a més de dues-centes persones amb discapacitat i en situació d'exclusió social, emprenent projectes en múltiples sectors laborals com ara jardineria i garden (Garden AMPANS), Formatges Muntanyola i vins Urpina, supermercats (franquiciats amb Caprabo), el restaurant Canonge, Serveis a la indústria, Serveis de neteja i facility services, Arts gràfiques, Bugaderia, lots de Nadal i un quiosc (ubicat a l'Hospital de Sant Joan de Déu de Manresa).
El seu sistema de gestió organitzatiu ha estat acreditat amb el model d'excel·lència europeu EFQM 500+, a més de les certificacions UNE-EN-ISO 9001, UNE-EN-ISO 14001, OHSAS 18001, i l'adhesió al reglament EMAS i al pacte mundial de les Nacions Unides.
En l'àmbit del coneixement convoca un Premi d'Investigació i Innovació Arxivat 2020-09-17 a Wayback Machine., organitza un Postgrau en Malaltia Mental i Alteracions de la Conducta en Persones Amb Discapacitat Intel·lectual a la Universitat de Vic - Universitat central de Catalunya (UVIC - UCC) i convoca un Congrés bianual sobre Alteracions de Conducta.
Formen part del grup AMPANS : AMPANS Medi Ambient SL (constituïda l'any 2006 per a la gestió de serveis ambientals: recollida selectiva i transports de residus i gestió de deixalleries i plantes de reciclatge i selecció). AMPANS Obres i Serveis SL (constituïda l'any 2006 per a la realització de manteniment i edificis, construcció de jardins i neteja de locals, edificis i instal·lacions). AMPANS Empresa d'inserció laboral SL (constituïda l'any 2008 destinada a la creació de llocs de treball per a persones en greu risc d'exclusió social) I, finalment Ca l'Urpina (constituïda l'any 2014 per gestionar l'explotació agrícola, ramadera i forestal de la finca que porta el mateix nom).
El 1994 impulsa la creació de la Fundació Tutelar Santa Maria de Comabella per salvaguardar aspectes vitals de persones per evitar una situació de desemparament.

## Trajectòria
1965: Neix a la capital del Bages l'Associació Manresana de Pares de nens Subdotats gràcies a la iniciativa d'un grup de pares i mares que van decidir lluitar per un futur millor pels seus fills i filles, i disposar de serveis on fossin atesos de manera especialitzada.
1966: Neix l'escola La Llum (actualment EEE Jeroni de Moragas), un centre pioner que obre camí vers un nou model educatiu i una nova sensibilitat social.
1969: Comencen les activitats de taller amb la donació d'una màquina d'impremta.
1973: La família Payàs Puigarnau fa donació a AMPANS de la masia i finca de Santa Maria de Comabella que significarà un punt d'inflexió en el creixement de serveis que oferirà l'entitat al llarg de la seva trajectòria.
1975: La societat civil organitza la campanya Sol d'Amor a Comabella per posar en marxa la masia i finca com a nou equipament de l'entitat. Hi participen milers de persones de tota la comarca del Bages. Aquest mateix any comencen les campanyes de recollida de l'Ampolla i el Paper, una de les principals fonts de finançament de l'entitat durant prop de 25 anys.
1985: Inauguren al carrer de Zamenhof de Manresa, les primeres llars per a persones amb discapacitat intel·lectual.
1987: Engega l'Espai de Lleure Sant Rafael.
1993: Inaugura la Residència Julio Payás per a persones amb necessitats de suport extens i generalitzat.
1994: Impulsa la creació de la Fundació Privada Tutelar Santa Maria de Comabella.
1995: Inaugura el centre de jardineria Floriplant (avui Garden AMPANS).
2001: inicia la recollida selectiva i la gestió de deixalleries.
2004: Crea el Programa de Suport a l'Autonomia a la pròpia llar que té per objectiu que les persones tinguin accés a models de vida independents i el màxim de normalitzats possible.
2005: Inaugura la residència Els Comtals per a persones adultes amb discapacitat intel·lectual i trastorns de conducta, i la primera llar per a infants amb discapacitat intel·lectual (al carrer Alcalde Armengou de Manresa).
2006: L'entitat rep un segon llegat en vida, la finca Urpina, a Sant Salvador de Guardiola, que obrirà grans oportunitats per a la vida de les persones amb discapacitat intel·lectual, gràcies a la donació de la família Vila Isern.
2008: Inaugura el restaurant Canonge que dona feina a persones amb discapacitat Intel·lectual i significa una gran oportunitat de visibilitat i sensibilització social.
2010: Entren en funcionament les llars-residència d'Urpina (Sant Salvador de Guardiola) i La Colònia (Súria).
2015: Engega la formatgeria i la granja de cabres a Urpina (Formatges Muntanyola).
2017: Obra el primer supermercat franquiciat amb Caprabo (actualment l'entitat té dos supermercats a Manresa).
2019: Inaugura el Centre Ocupacional L'Art de Viure, un nou model d'aquest tipus de servei que promou la inclusió social.

## Reconeixements
Ha rebut diversos premis per la seva tasca d'integració social i laboral de persones amb discapacitat.
1991: Premi Bagenc 
1992: Creu de Sant Jordi.
2008: placa al treball President Macià en la categoria de responsabilitat social empresarial.
2015: Medalla al Mèrit Cívic de la ciutat de Manresa i el Segell d'Or EFQM 500+ del Model d'Excel·lència Europeu atorgat pel Club Gestión i Applus.
2016: Premi Simeó Selga del Rotary Club Manresa-Bages
2017: 9è Premi Factor Humà Mercè Sala